# Ainola

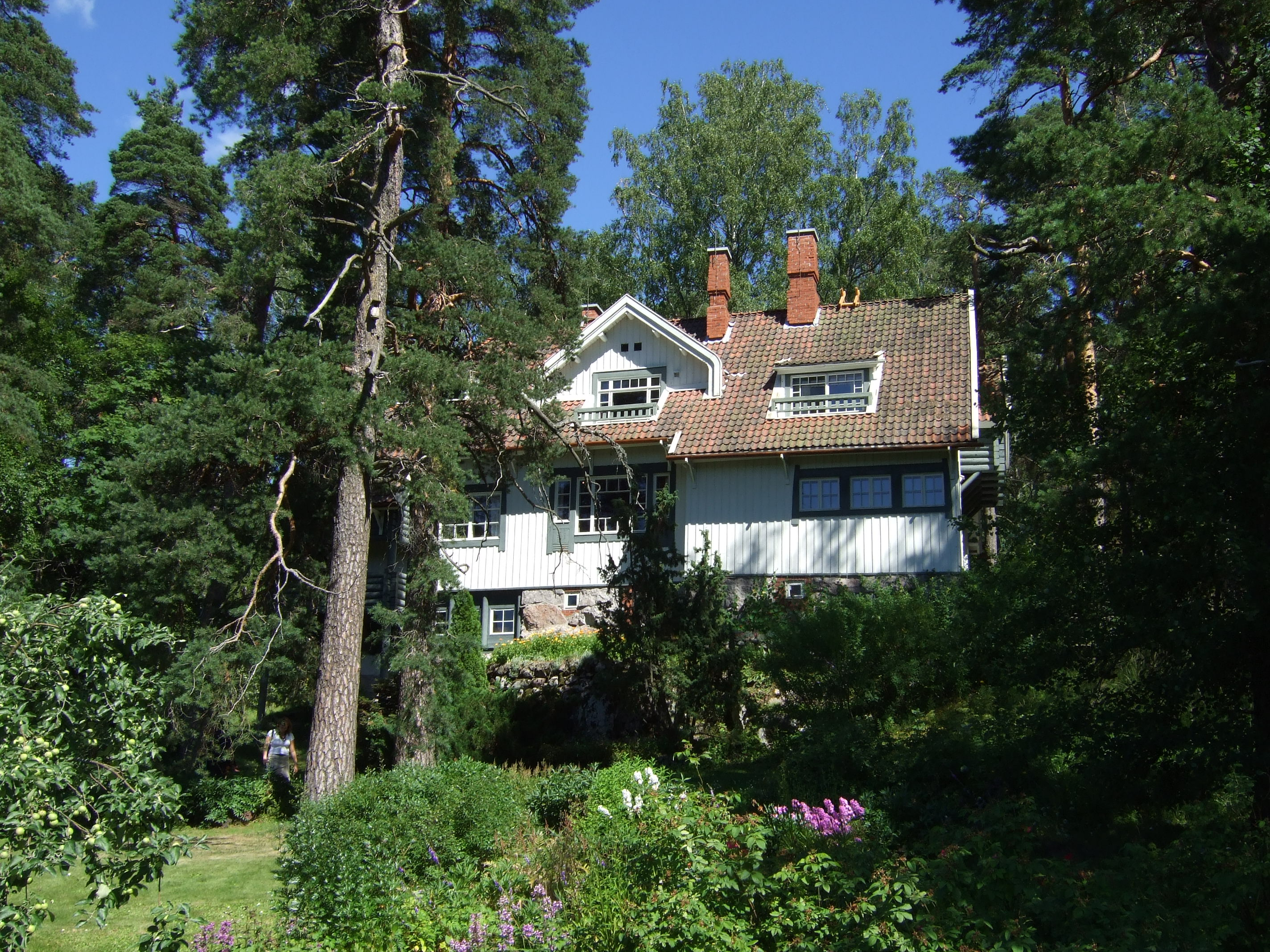
Ainola

Ainola ist ein Haus, in dem der Komponist Jean Sibelius mit seiner Gattin Aino wohnte. Es liegt in der Gemeinde Järvenpää auf einer Anhöhe etwa 500 m vom Ufer des Tuusulanjärvi-Sees entfernt. Das von dem Architekten Lars Sonck geplante Haus wurde 1903 fertiggestellt. Die einzigen Anweisungen seitens Sibelius an den Architekten waren angeblich, dass das Arbeitszimmer Ausblick auf den Tuusulanjärvi haben und im Esszimmer ein grüner Kamin stehen sollte. Zu Sibelius’ Lebzeiten hatte das Haus zwar Strom- und Telefonanschluss, aber kein fließendes Wasser.

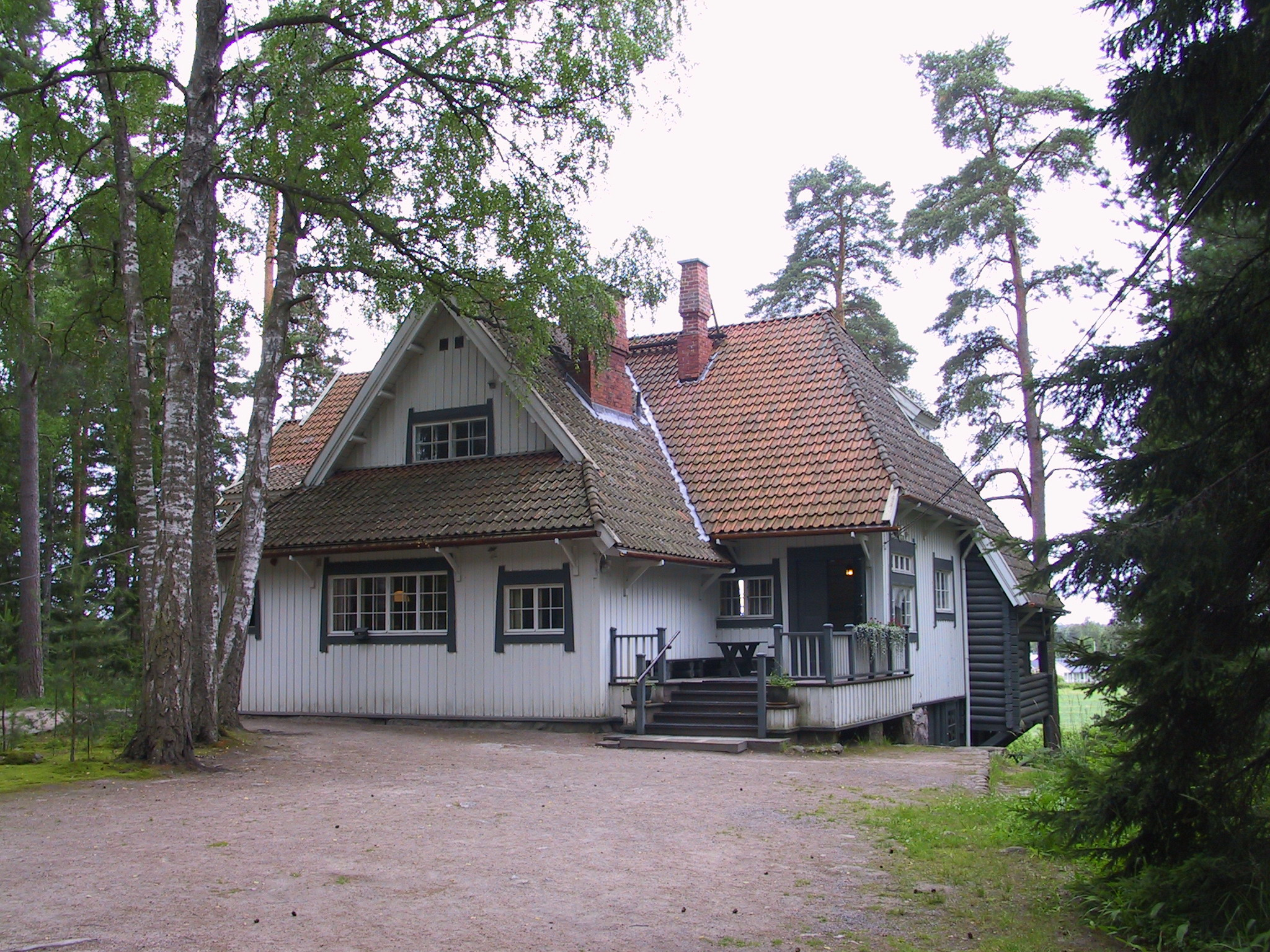
Ainola

Ainola liegt etwa 38 km von der Hauptstadt Helsinki entfernt. Sibelius zog 1904 mit seiner Familie nach Ainola, um dem städtischen Lärm zu entfliehen und sich hier in Ruhe seiner Arbeit widmen zu können. Die Landschaft war damals weitgehend unberührt. In der Nachbarschaft hatten sich bereits andere namhafte finnische Künstler angesiedelt, unter anderem die Maler Pekka Halonen und Eero Järnefelt sowie der Schriftsteller Juhani Aho.
Neben dem Wohngebäude befinden sich auf dem Grundstück noch eine Sauna (nebst Hauswirtschaftsraum und Brunnen), ein Pferdestall und eine Werkstatt. Am Fuße der Anhöhe befindet sich, umgeben von einer hohen Hecke, ein langgezogener Garten. Im Garten befand sich früher auch ein Tennisplatz. Das Grundstück ist insgesamt etwa 4,2 Hektar groß. Jean Sibelius und seine Frau wurden beide auf dem Grundstück beigesetzt.
Die Töchter von Sibelius (Eva, Ruth, Katarina, Margareta und Heidi) verkauften Ainola 1972 an den finnischen Staat. Im Jahre 1974 wurde es als Museum der Öffentlichkeit zugänglich gemacht. Das Gebäude befindet sich heute noch in dem Zustand, in welchem Aino Sibelius es nach ihrem Tode 1969 hinterließ. Das Museum wird von der Ainola-Stiftung unterhalten.